# 曹虎
曹 虎（そう こ、生年不詳 - 499年）は、南朝宋から斉にかけての軍人。字は士威。本貫は下邳郡下邳県。

## 経歴
曹虎は、もとの名を虎頭といった。宋の明帝末年に、直廂となった。元徽2年（474年）、桂陽王劉休範が反乱を起こすと、虎頭は蕭道成に従って新亭塁に出て反乱軍と戦い、首級を持ち帰って蕭道成に名を知られた。蕭道成が領軍となると、虎頭は勲功を訴えて、防殿隊主に任じられ、西斎に宿直した。元徽5年（477年）7月、後廃帝の廃位された翌日に、虎頭は難を避けるために城外に出ようとしたところ、東中華門で蕭道成に出会ったため、蕭道成の判断を仰いで直衛にとどまった。同年（昇明元年）、蕭道成が東府に駐屯すると、虎頭は戴僧静とともに白直300人ずつを率いた。屯騎校尉に上り、南城県令を兼ねた。石頭に拠った袁粲に対する討伐に参加し、羅江県男に封じられ、前軍将軍の号を受けた。建元元年（479年）、蕭道成が斉の皇帝として即位すると、虎頭は直閤将軍の号を受け、細仗主を兼ねた。まもなく寧朔将軍・東莞郡太守に任じられた。冬、侯官県への改封を願い出たが、侯官県の戸数は多すぎるとして、監利県に改封された。建元2年（480年）、游撃将軍の号を受けた。彭城や沛県の人々が北魏から離反して斉への帰順を求めてくると、虎頭は6000人を率いて渦城に入った。北魏から離反した人々はやってこず、虎頭は北魏の別営を攻撃して破ったが、将士が略奪に夢中になっているうちに北魏の反攻を受けて、2000人を失った。
建元4年（482年）、武帝が即位すると、虎頭は員外常侍の位を受け、南中郎司馬に転じ、寧朔将軍・南新蔡郡太守の位を加えられた。永明元年（483年）、安成王征虜司馬に転じた。永明2年（484年）、江州の少数民族が南朝斉の統治に反抗して起兵すると、虎頭は兵を率いて尋陽に駐屯し、輔国将軍の号を受け、軍主として反乱を討った。さらに尋陽相の任を兼ねた。まもなく游撃将軍の号を受けた。武帝は虎頭の名をいやしんで、名を虎と改めさせた。
永明6年（488年）4月、桓天生が魏軍を引き入れて隔城に拠ると、曹虎は数軍を率いてこれを討った。曹虎は輔国将軍の朱公恩に100騎を与えて先行させると、敵の遊軍と遭遇して撃破した。曹虎は隔城まで進軍して包囲し、敵の退路を絶った。斥候が北魏の援軍がやってきたことを報告すると、まもなく桓天生は兵1万人あまりで迎撃してきたが、曹虎はこれを撃破して、2000人あまりを捕らえた。翌日、隔城を攻め落とし、北魏の虎威将軍・襄城郡太守の帛烏祝を斬った。桓天生らは平氏城を放棄して敗走した。永明7年（489年）、曹虎は冠軍将軍の号を受けた。永明8年（490年）、太子左率となり、西陽王冠軍司馬・広陵郡太守に転じた。隨郡王蕭子隆が荊州刺史となると、曹虎はその下で輔国将軍・鎮西司馬・南平郡内史となった。永明11年（493年）、雍州刺史の王奐が武帝の召還の命にそむいて反抗したため、曹虎は王奐を拘束するべく数百の兵を率いて襄陽に向かった。王奐は司馬の黄瑤に城内で殺害され、王奐の子の王粛・王秉らは降伏した。曹虎は持節・都督梁南北秦沙四州諸軍事・西戎校尉・梁南秦二州刺史に任じられた。まもなく征虜将軍に進んだ。蕭昭業が即位すると、曹虎は前将軍に進んだ。隆昌元年（494年）、都督雍州郢州之竟陵司州之隨郡諸軍事・冠軍将軍・雍州刺史に任じられた。同年（建武元年）、右将軍に進んだ。北魏に対していつわって降伏を申し出たが、盧淵に見抜かれて失敗した。建武2年（495年）、平北将軍の号を受け、爵位は侯に進んだ。
建武4年（497年）、北魏が沔北に侵攻してくると、曹虎は襄陽に軍を集めたが、南陽郡太守の房伯玉と合わず、樊城に移駐した。北魏の孝文帝とのあいだで書状を交わした。
永泰元年（498年）、給事中・右衛将軍・持節となった。北魏の侵攻を迎撃するため、陳顕達が襄陽に入った。崔慧景が鄧城で大敗を喫すると、魏軍が沔北まで追撃をかけてきた。孝文帝の率いる10万の魏軍が樊城を包囲した。曹虎は城門を閉ざして樊城を固く守った。孝文帝は襄陽の岸から沔水に入り、湖陽に向かった。曹虎は軍主の田安之ら十数軍を派遣して追撃をかけたが、勝利できなかった。蕭宝巻が即位すると、曹虎は前将軍の号を受け、鎮軍司馬となった。永元元年（499年）、始安王蕭遙光が反乱を起こすと、曹虎は軍を率いて青渓中橋に駐屯した。反乱が鎮圧されると、曹虎は散騎常侍・右衛将軍の位を受けた。曹虎の晩年は収賄を好み、雍州に銭5000万を蓄えており、蕭宝巻の猜疑を買って殺害された。没年齢は六十数歳であった。中興元年（501年）、安北将軍・徐州刺史の位を追贈された。

## 伝記資料
- 『南斉書』巻30 列伝第11
- 『南史』巻46 列伝第36